# Niżniaja Stawropolka
Niżniaja Stawropolka (ros. Нижняя Ставрополька) – chutor w Rosji, w Kraju Krasnodarskim, w rejonie krymskim. W 2021 liczył 132 mieszkańców.